# Brigantes

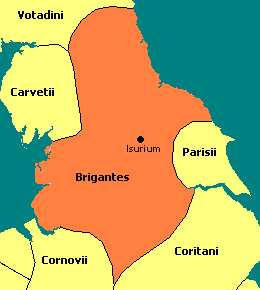
Het gebied van de Brigantes

De Brigantes waren een Keltische volksstam die vóór de Romeinse tijd het grootste deel van Noord- en een belangrijk deel van Midden-Engeland beheerste. Het volk werd tussen 48 en 79 na Christus door de Romeinen onderworpen. De belangrijkste vestigingsplaats van de stam was Isurium Brigantum (tegenwoordig Aldborough). Volgens sommige wetenschappers bouwden de Romeinen de bekende muur van Hadrianus onder andere als scheiding tussen het gebied van de Brigantes en Caledonië.
De Brigantes waren het enige Keltische volk dat gebied beheerste in zowel Engeland als Ierland. De regio Yorkshire vormde het centrum van hun invloedssfeer in Engeland. In Ierland waren ze onder meer te vinden in de regio's rond Wexford, Kilkenny en Waterford.
Omdat er in Europa meerdere historische nederzettingen met de naam "Brigantium" bestaan, hebben wetenschappers gesuggereerd dat het volk verwant was met andere stammen. Zo waren er in de Alpen bijvoorbeeld twee nederzettingen van de Brigantii met die naam, nu bekend als Bregenz (in Oostenrijk) en Briançon (in Frankrijk). Een vergelijkbaar voorbeeld is dat van de Brigantes -stam in het huidige Betanzos, Spanje. Grote delen van Spanje vielen immers binnen Keltisch Gallaecia.

## Voetnoten
1. ↑  "Celtic Ireland in the Iron Age", WesleyJohnston.com, 8 januari 2007. Gearchiveerd op 12 mei 2023.
2. ↑  "The Brigantes", Roman-Britain.org, 8 januari 2007. Gearchiveerd op 31 december 2006. Geraadpleegd op 8 januari 2008.
3. ↑  "Brigantium", Terra.es, 8 januari 2007. Gearchiveerd op 18 september 2008. Geraadpleegd op 8 januari 2008.